# Lore Friedrich-Gronau

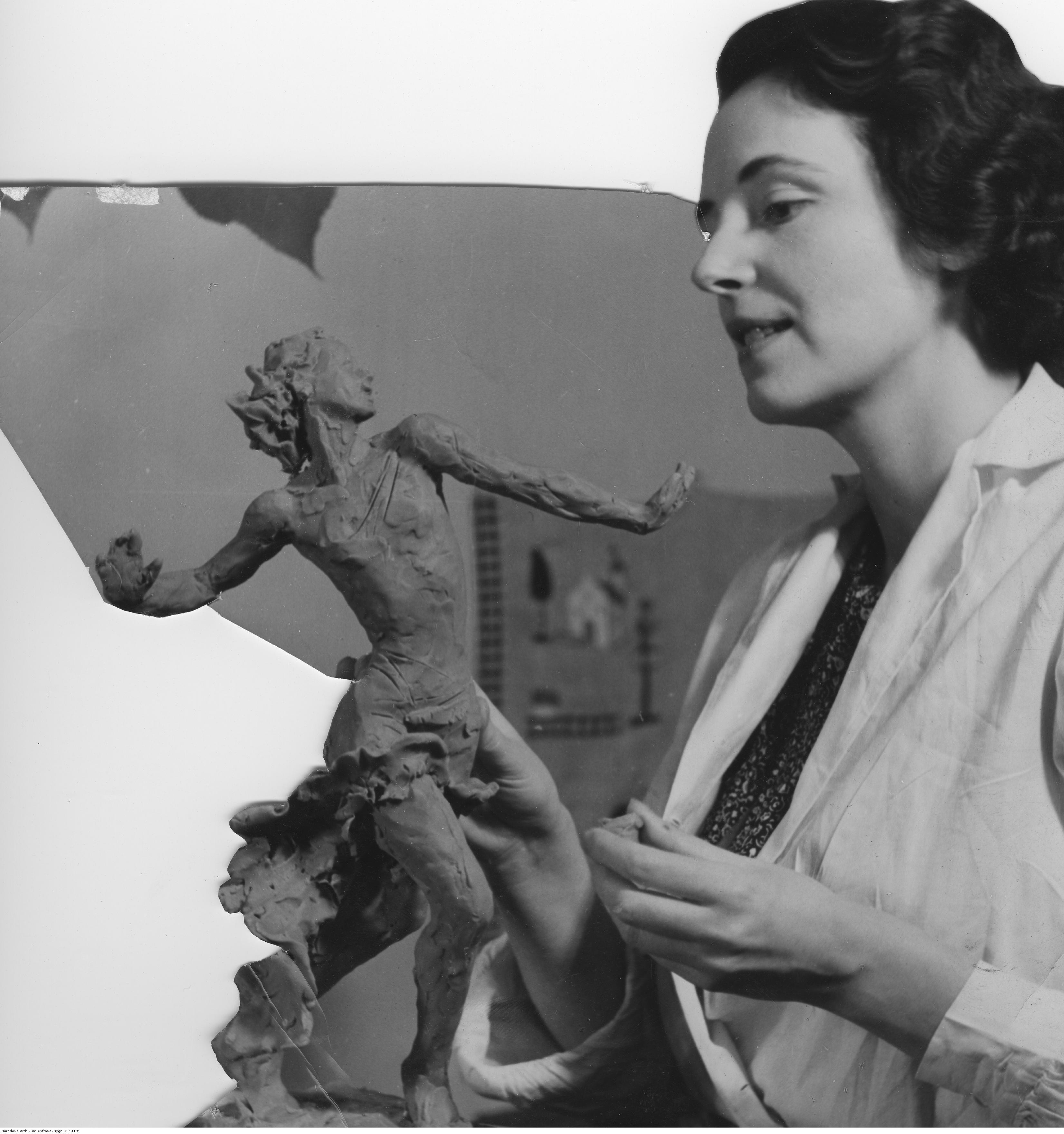
Lore Friedrich-Gronau arbeitet an einer Skulptur, 1941.

Lore Friedrich-Gronau (Geburtsname Leonore Berta Klara Gronau; * 30. Oktober 1905 in Görlitz, Niederschlesische Oberlausitz; † 4. Juli 2002 in der Abtei Münsterschwarzach, Schwarzach am Main, Landkreis Kitzingen) war eine deutsche Bildhauerin und Illustratorin.

## Leben
Lore Gronaus Eltern waren Martha Margarete Gronau und Walter Friedrich Eduard Gronau, der als königlicher Oberlehrer an der Maschinenbauschule in Görlitz und später in Aachen arbeitete. Bereits mit zehn Jahren stellte sie Kunstwerke aus und schuf Glückwunsch- und Künstlerkarten.
Von 1928 bis 1934 studierte Friedrich-Gronau an der Preußischen Akademie der Künste in Berlin und war Meisterschülerin bei Fritz Klimsch (1870–1960). Von 1920 bis 1945 war ihr Lebens- und Wirkungsfeld in Berlin. Allerdings verlor sie schon 1943 ihr Atelier bei einem Bombenangriff. In den Jahren von 1939 bis 1961 arbeitete sie als freie Mitarbeiterin für die Rosenthal AG und schuf „Porzellan-Figuren nach dem lebenden Modell“. Es entstanden Statuetten wie die von der bekannten Schauspielerin Lilian Harvey als „Fanny Elßler“ (1937 – 32,5 cm) sowie von den Tänzerinnen Hedi Höpfner und Margot Höpfner im „Kaiserwalzer“ (1938), von Ursula Deinert als „Kasatschok-Tänzerin“ (1939 – 30,5 cm) und von Daisy Spies in dem Tanz „Adagio“; ferner die „Froschkönigin“, „Schneewittchen“ und „Die Blaue Blume“.
Die „Kaiserwalzer“-Skulptur erhielt auf der Weltfachausstellung Paris 1937 den Grand Prix und in Adolf Hitlers Privatwohnung in der Reichskanzlei einen Ehrenplatz. Friedrich-Gronau stellte von 1939 bis 1944 insgesamt 27 Werke auf den Großen Deutschen Kunstausstellungen aus.
Nach dem Verlust ihres Ateliers in Berlin lebte sie von 1945 bis 1972 in Bad Kissingen, später in der Benediktiner-Abtei Münsterschwarzach, wo sie auch ihr Atelier hatte. Vom Modellieren von Mutter-Kind-Figuren kam sie jetzt zu Muttergottes-Plastiken und Marienstatuen (Motiv: „Maria mit dem göttlichen Kind“). Arbeitete sie früher vorwiegend in Porzellan, wurden ihre späteren Materialien Keramik, Steinguss, Terrakotta und Bronze. Ihre Werke verkaufte sie nach Afrika, Amerika und in viele Länder Europas.
Nach eigener Aussage fand die Künstlerin durch die künstlerische Beschäftigung mit Marienstatuen und bedingt durch ihr Leben im Benediktiner-Kloster vom Protestantismus zum katholischen Glauben. 1929 heiratete sie den Piloten und Luftfahrtunternehmer Alfred Friedrich, der 1968 starb.

## Werke (Auswahl)

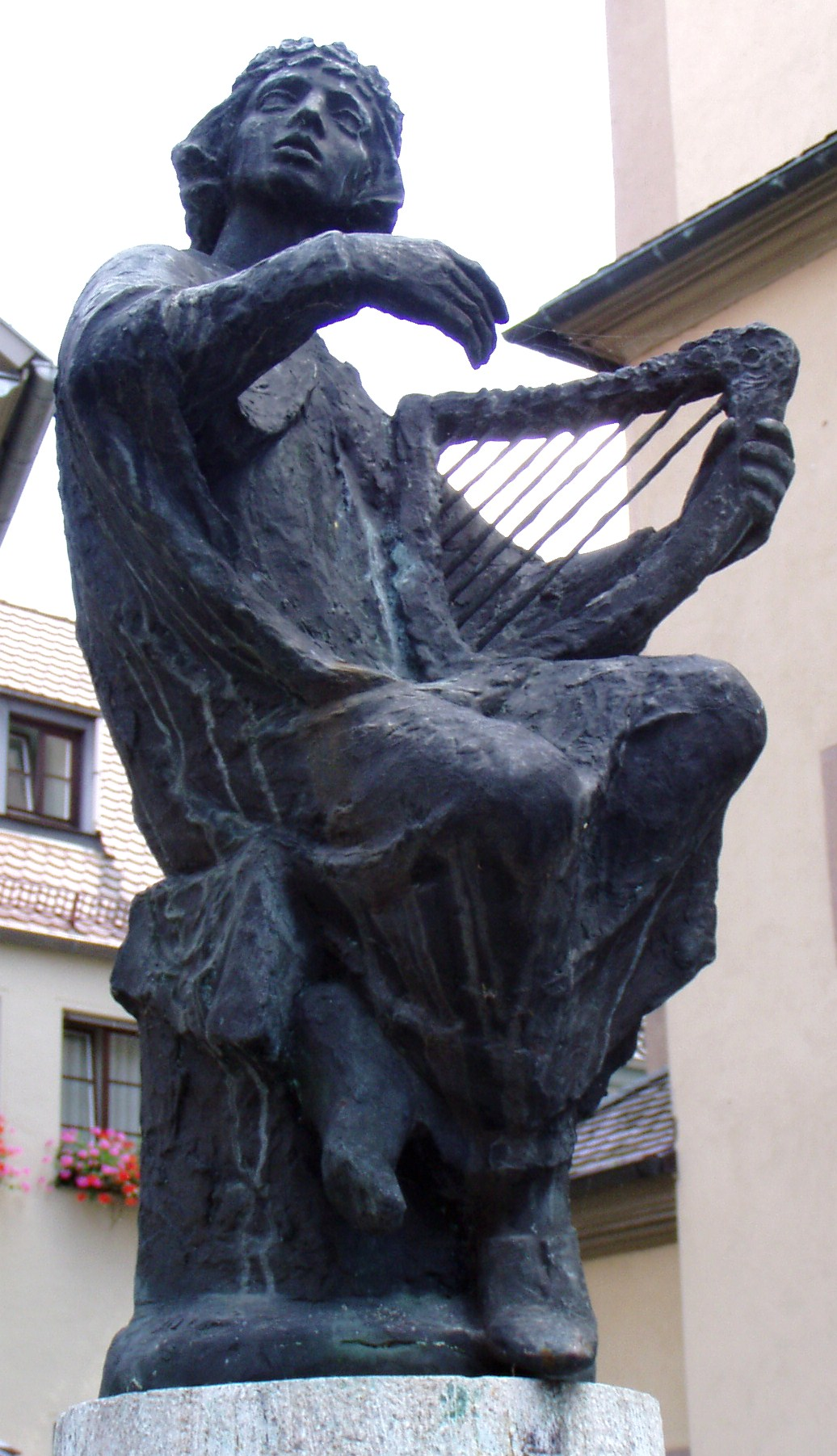
Minnesänger-Brunnen
(Rathausplatz, Bad Kissingen)

- 1965: Minnesänger-Brunnen mit Bronzeplastik „Otto von Botenlauben“, Rathausplatz Bad Kissingen
- 1974: Kreuzweg-Bronzerelief, Pfarrkirche „Verklärung Christi“ in Nürnberg
- 1981: Altarmonument, Abteikirche in Münsterschwarzach
- Großplastik „Der heilige Benedikt von Nursia“, Kloster Münsterschwarzach
- 1987/1988: Bronzerelief „Marienleben“ mit Vollplastik, Klosterkirche von Schloss Banz

## Veröffentlichungen (Auswahl)
- Alle Jahre wieder … Ein Weihnachtsbilderbuch von Lore Friedrich-Gronau, Illustrationen signiert L.F.G., Verlag Jos. Scholz, Mainz Nr. 426 o. J. (um 1935)
- Maria geht über die Erde. Zehn Tuschezeichnungen von Lore Gronau. Mit Einleitung von Franz Herwig. Verlag Hoheneck, Heidhausen-Ruhr 1925
- Ada Kretzer-Hartl: Margrit Sonntag. Flechsig Verlag, Dresden 1941, Illustrationen von Lore Friedrich-Gronau
- Otto Leppin: Puppe Etti. Franz Schneider Verlag, Berlin / Leipzig o. J. (um 1945), Illustrationen von Lore Friedrich-Gronau
- Gebrüder Grimm: Hänsel u. Gretel; Rotkäppchen. Joseph Scholz Verlag, Mainz / Wiesbaden o. J. (um 1940), Illustrationen von Lore Friedrich-Gronau
- Lili Börsch: Wie fröhlich bin ich aufgewacht! Gebete für Kinder mit Bildern. Verlag Scholz-Mainz, Wiesbaden o. J. (1950). Illustrationen von Lore Friedrich-Gronau
- Helene Pagés: Christel geht zur Schule. Herder Verlagsbuchhandlung, Freiburg 1931. Mit Bildern von Lore Gronau
- Clara Siebert: Heilige Zeit der Kindheit. Ein Begleitbüchlein für Erstkommunionkinder. Verlag Herder & Co., Freiburg im Breisgau 1930. Mit Bildern von Lore Gronau
- Fritz Kühn: Der Wunschsessel. Neue deutsche Märchen. Heimatverlag Dr. Ferdinand Wagener, Meschede (1937) Mit Umschlagillustration und 4 ganzseitigen Bildern v. Lore Friedrich-Gronau (in der ersten Ausgabe des Verlags Wilhelm Hartung, Leipzig 1935 fehlen die 4 Abbildungen)
- Clara Heppner: Sonnenscheinchens erste Reise. Verlag Jos. Scholz, Mainz um 1914. Mit Bildern von Lore Friedrich-Gronau
- Anne Herbrand-Nuelen: Der Heiland klopft an. Lebenswahre Erzählungen und Gedichte im Anschluss an das Kirchenjahr für Acht- bis Dreizehnjährige. Benziger Verlag, Einsiedeln 1951 (4. Auflage). Mit Bildern von Lore Friedrich-Gronau